# Мавзолей семьи Вандербильтов
Мавзолей семьи Вандербильтов (англ. Vanderbilt Family Cemetery and Mausoleum) — семейное кладбище и мавзолей семьи Вандербильтов, расположенное на Моравском кладбище в Нью-Дорпе на Статен-Айленде, штат Нью-Йорк.
Расположенное по адресу 2205 Richmond Road, Моравское кладбище открылось в 1740 году и является крупнейшим и старейшим действующим кладбищем на Статен-Айленде. Семейное захоронение Вандербильтов находится на восточном склоне холма Тодт-Хилл.

## История
В XIX веке Корнелиус Вандербильт, основатель клана Вандербильтов, подарил Моравской церкви участок в 3,4 га. Три года спустя он пожертвовал дополнительные 18 га земли, которые составляют бо́льшую часть Моравского кладбища и участок частного захоронения Вандербильтов. Позже его сын — Уильям Генри Вандербильт передал кладбищу 1,6 га земли, где построил здание для смотрителя кладбища.
Мавзолей спроектирован Ричардом Моррисом Хантом и построен в 1885—1886 годах, является частью частной секции семьи Вандербильтов на кладбище. Является копией романской церкви в Арле, Франция. Ландшафтная территория вокруг мавзолея была спроектирована Фредериком Ло Олмстедом. Мавзолей закрыт для публики.
В 2010 году членами семьи Вандербильтов была создана Ассоциация кладбища Вандербильтов (Vanderbilt Cemetery Association). Альфред Гвинн Вандербильт III является её председателем. В 2016 году его здание мавзолея стало достопримечательностью Нью-Йорка.
В мавзолее похоронены многие (но не все) представители семейства, включая некоторых их жён.